# Otto Penzig
Albert Julius Otto Penzig (Samitz, Silésia, 15 de março de 1856 — Génova, 6 de março de 1929), também referido como Albertus Giulio Ottone Penzig, foi um micologista e botânico.

## Biografia
Depois de se ter graduado em 1877 pela Universidade de Breslau, empregou-se como assistente de Pier Andrea Saccardo no jardim botânico de Pádua. A partir de 1882 passou a trabalhar como assistente na Universidade de Modena, sendo nomeado director da Stazione Agraria Modena no ano imediato. Em 1887 foi nomeado professor de Botânica da Universidade de Génova.
Mais tarde visitou o Ceilão e Java, onde desenvolveu trabalho de investigação sobre os Myxomycetes nos laboratórios do Jardim Botânico de Buitenzorg. Durante a sua estadia na Indonésia, tomou parte numa excursão científica às ilhas em torno de Krakatoa.
O género micológico Penzigia foi assim designado em sua honra no ano de 1888 por Pier Andrea Saccardo. O seu nome também é o epónimo dos nomes genéricos Penzigina, criado pelo botânico Otto Kuntze em 1891, e Penzigiella, criado pelo pintor e briologista Max Fleischer em 1906.

## Publicações
Entre muitas outras, é autor das seguintes publicações:
- Pflanzen-Teratologie, Genova, Druck von A. Ciminago, 1890-94 (dois volumes).
- Icones fungorum javanicorum, 1904.
- Flora delle Alpi illustrata, 1915.
- 1877. Untersuchungen über Drosophyllum lusitanicum Lk. 46 pp.
- 1882. Funghi agrumicoli: contribuzione allo studio dei funghi parassiti degli agrumi. Ed. P. Fracanzani. 124 pp.
- 1885. Miscellanea teratologica: memoria del. prof. O. Penzig. 36 pp.
- Giulio Camus, A.J. Otto Penzig. 1885. Illustrazione dell' erbario estense del xvi. secolo conservato nel R. Archivio di Stato in Modena. 46 pp.
- 1889. Sopra un erbario di Paolo Boccone conservato nell'istituto botanico della R. università di Genova. Ed. Capra. 25 pp.
- 1897. Florae ligusticae synopsis. Ed. Tipografia R. Istituto Sordo-Muti. 111 pp.
- 1897. Flora popolare Ligure: primo contributo allo studio dei nomi volgari delle piante in Liguria. 101 pp.
- -----------, John Addington Symonds. 1900. Monte Generoso and its flora. Ed. Mourès. 53 pp.
- 1902. Die fortschritte der flora des Krakatau (El progreso de la flora del Krakatoa). Reeditó Kessinger Pub Co. 2010. 28 pp. ISBN 1-161-09101-7
- 1905. Contribuzioni alla storia della botanica: I. Illustrazione deglierbarii di Gherardo Cibo. II. Sopra un codice miniato della Materia medica di Dioscoride, conservato a Roma. Ed. U. Hoepli. 282 pp.
- 1915. Flora delle Alpi illustrata. Manuali Hoepli. Ed. Ulrico Hoepli, Editore Libraio della Real Casa. 136 pp.
- 1915. Teosofien och Teosofiska samfundet (Teosofía y la Sociedad Teosófica). Ed. Sv. teosofiska bokförl. 39 pp.
- 1921. Pflanzen-teratologie systematisch geordnet (Teratología vegetal disposición sistemática), Volumen 1. Ed. Gebrüder Borntraeger. Reeditó BiblioBazaar, 2010, 562 pp. ISBN 1-144-89754-8
- 1924. Flora popolare italiana: Raccolta dei nomi dialettali delle principali piante indigene e coltivate in Italia ... Ed. Orto botanico della R.a. Università. 537 pp. Reeditó Edagricole. 1973. 616 pp. ISBN 88-206-1535-5